# Puch bei Weiz
Puch bei Weiz là một đô thị thuộc huyện Weiz thuộc bang Steiermark, nước Áo. Đô thị Puch bei Weiz có diện tích 24,8 km², dân số thời điểm cuối năm 2005 là 2144 người.